# Alice Marble
Alice Marble (née le 28 septembre 1913 à Beckwourth, Californie – décédée le 13 décembre 1990 à Palm Springs, Californie) est une joueuse de tennis américaine des années 1930 et début 1940, l'une des meilleures et des plus populaires de son époque. À San Francisco, un court de tennis situé à Russian Hill porte son nom.

## Carrière tennistique
Née dans la petite ville de Beckwourth en Californie, Alice Marble a cinq ans quand elle déménage avec sa famille à San Francisco. Garçon manqué, elle excelle dans des sports tels que le baseball. Son frère la persuade d'essayer des activités plus convenables à une jeune fille de bonne famille. Elle se met alors au tennis et fait rapidement preuve d'un talent particulier.
À l'âge de quinze ans, elle est victime d'un enlèvement, puis finalement restituée à sa famille. Elle surmonte le traumatisme, reprend le tennis et gagne plusieurs tournois junior en Californie.
En 1934, elle fait un malaise en pleine rencontre à Roland Garros. Les médecins lui diagnostiquent une tuberculose et une pleurésie. Contrainte à un long repos, elle renoue avec la compétition en 1936, avec beaucoup de succès.
De 1936 à 1940, au sommet de sa forme, Alice Marble remporte en effet dix-huit titres du Grand Chelem (cinq en simple, six en double dames et sept en double mixte), sans s'aligner aux Internationaux d'Australie ni même à Roland Garros sur cette période. Trois fois consécutivement (1938-1940) elle a remporté l'US Women's National Championship, à la fois en simple, double dames et double mixte. Ce triple triplé a été seulement égalé par Hazel Hotchkiss Wightman (1909-1911) et Mary Kendall Browne (1912-1914).
À partir de 1940, mascotte des médias américains, elle entame une lucrative carrière professionnelle, se produisant dans de nombreux matchs d'exhibition.
Elle fait une apparition surprise (un caméo) dans un film de George Cukor sorti en 1952 : Mademoiselle Gagne-Tout (Pat and Mike), une comédie à thème sportif où elle est l'adversaire de Katharine Hepburn (elle-même excellente joueuse amateur).
De même que Sarah Palfrey Cooke, elle a rejeté la ségrégation raciale et défendu auprès de l'USTA la cause d'Althea Gibson pour que cette dernière puisse participer en 1950 aux Internationaux des États-Unis.
Elle est membre de l'International Tennis Hall of Fame depuis 1964.

## Parcours en Grand Chelem (partiel)
Si l’expression « Grand Chelem » désigne classiquement les quatre tournois les plus importants de l’histoire du tennis, elle n'est utilisée pour la première fois qu'en 1933, et n'acquiert la plénitude de son sens que peu à peu à partir des années 1950.

## Hors des courts
Alors qu'a commencé la Seconde Guerre mondiale, elle se marie à Joe Crowley, un pilote d'avion. Ce dernier trouve la mort au combat en Allemagne, quelques jours après la perte de leur bébé, à la suite d'une fausse couche provoquée par un accident de voiture.
Après une tentative de suicide, Alice Marble accepte en 1945 de devenir espionne pour l'OSS : elle reçoit pour mission de collecter des informations sur des comptes bancaires allemands en Suisse, en exploitant une ancienne liaison avec un banquier du pays. Alors que l'opération est en passe de réussir, elle est atteinte d'une balle dans le dos par un agent double. Secourue par le responsable de son unité de renseignement, elle est rapatriée puis soignée aux États-Unis. Après guerre, ayant reçu instruction de ne révéler l'affaire à personne, elle n'en fera état que pour une autobiographie parue après son décès, survenu en 1990 des suites d'une anémie pernicieuse.